# Montedinove
Montedinove là một đô thị ở tỉnh Ascoli Piceno ở vùng Marche, cách khoảng 70 km về phía nam của Ancona và khoảng 13 km về phía bắc của Ascoli Piceno. Đến thời điểm ngày 31 tháng 12 năm 2004, đô thị này có dân số là 566 người và diện tích là 11.9 km².
Đô thị Montedinove bao gồm cácfrazioni (các đơn vị trực thuộc, chủ yếu là các thôn làng) Croce Rossa, Contrada lago, San Tommaso, và Trippanera.
Montedinove giáp các đô thị: Castignano, Montalto delle Marche, Montelparo, Rotella.

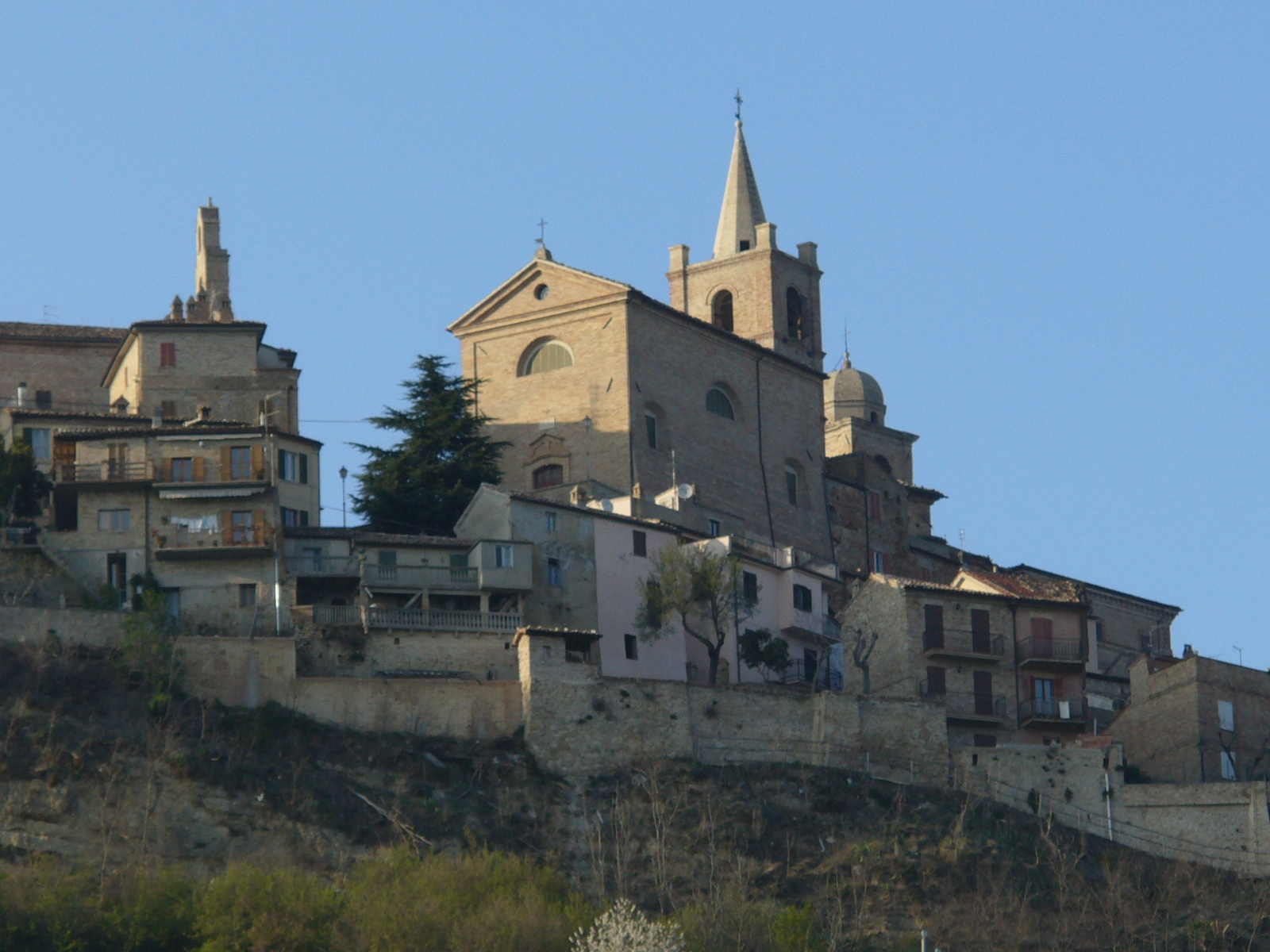
Montedinove